# 金文輔
金 文輔（キム・ムンボ、日本語読み: きん ぶんすけ、朝鮮語: 김문보、1900年〈光武3年〉 - 没年不明）は大韓帝国出身のバリトン歌手、作曲家。

## 経歴
大韓帝国大邱郡出身。1918年、京城の徽文義塾卒業後に日本に渡航。1919年、東京音楽学校予科に特別入学。1924年3月、同校本科声楽部を修了。東京音楽学校在学中に船橋榮吉とハンカ・ペツォルトに、修了後にマルガレーテ・ネトケ＝レーヴェに師事。関東学院の音楽教員となった。作曲家としての作品に『朝鮮樵夫の哀調歌』がある。
ソプラノ歌手であった先妻の吉澤なを（金直子）と結婚。移住の直前に文輔の弟子であった長野県出身の宇田豊子（朝鮮名:金朝美、キム・チョミ）と再婚。豊子は実家から絶縁された。
1960年6月、在日朝鮮人の帰還事業により北朝鮮に移住。豊子は国立交響楽団の歌手になった。
文輔は平壌音楽大学の教員になるが、KBSの専門委員であった呉基完によると永田絃次郎（金永吉）ともに呼ばれた金日成との面会で、北朝鮮での暮らしの感想を求められ、文輔が笑いながら「いや、心配なさるほどのものではありません。こっちの習慣にもうじき慣れるはずですから、ハハハ・・・」と金日成の肩を軽く叩いたとことが不敬行為と見なされ、スパイ罪で銃殺刑になったとされる。
一方、1997年11月に豊子の日本人妻の里帰りでの一時帰国時の会見では「日本にいるときから酒が好きで、肝臓の病気で亡くなりました」「そんなデマなことを言われたら困りますねぇ」と否定している。